# إريك غراهام
إريك غراهام (بالفرنسية: Éric Graham)‏ هو سائق سباق فرنسي، ولد في 7 أغسطس 1950 في سان دييغو في الولايات المتحدة.

## روابط خارجية
- إريك غراهام على موقع DriverDB.com (الإنجليزية)